# Діаманти залишаються назавжди (фільм)
«Діаманти залишаються назавжди» (англ. Diamonds Are Forever) — 7-й фільм про англійського суперагента Джеймса Бонда, 1971 року. Екранізація однойменної новели Яна Флемінга.

## Сюжет
У прологу фільму Джеймс Бонд, прагнучи помститися за смерть дружини, шукає керівника терористичної організації СПЕКТР Ернста Ставро Блофельда. У результаті він виходить на одну з лабораторій Блофельда, де є й він сам. На місці Бонд розправляється з усіма людьми Блофельда, а самого Блофельда кидає в рідку суміш, що кипить. Проте, як виявляється згодом, це був тільки двійник Блофельда, а лабораторія призначалася для зміни виду інших людей, щоб робити їх схожими на Блофельда і тим самим набагато ускладнити плани спецслужб і Бонда з його пошуків.
«М» дає Бондові завдання розслідувати викрадення величезної партії південноафриканських діамантів. Ця справа приводить агента 007 до Амстердама, де він знайомиться з дівчиною Тіффані Кейс. Вони вирушають до США, де їм допомагає агент ЦРУ і друг Бонда Фелікс Лайтер. Джеймс дізнається, що за крадіжкою діамантів стоїть не хто інший, як сам Блофельд. Він хоче за допомогою каменів збільшити потужність свого космічного лазера, яким зможе призвести на детонацію всіх атомних боєголовок, ракет і підводних човнів.
Вийшовши на Блофельда, Бонд виявляє ще одного його двійника, якого одразу й убиває. А самому Блофельду вдається втекти. Бонд проникає на корабель Блофельда і зриває його плани. Але й цього разу Блофельду вдається сховатись.

## У ролях
- Шон Коннері — Джеймс Бонд
- Бернард Лі — M
- Лоїс Максвелл — Міс Маніпенні
- Десмонд Ллевелін — Q
- Норман Бертон — Фелікс Лайтер
- Чарльз Грей — Ернст Ставро Блофельд
- Джілл Сент Джон — Тіффані Кейс
- Джіммі Дін — Віллард Вайт
- Брюс Гловер — Містер Вінт
- Паттер Сміт — Містер Кідд
- Лана Вуд — Пленті О'Тул
- Брюс Кебот — Берт Сексбай
- Лоуренс Найсміт — Сер Дональд Мангер

## Цікаві факти
- Майже для всіх фільмів бондіани машини виготовлялися спеціально. І лише у цьому фільмі Форд Мустанг Мег-1 був звичайним серійним автомобілем. По сюжету він належав головній героїні стрічки — Тіффані Кейс.
- Для зйомки погоні по вулицях Лас-Вегаса Альберт Брокколі, у якого була маса впливових друзів в цьому місті, умовив уряд закрити дорожній рух в центрі на три ночі.
- Через великий гонорар, який отримав Шон Коннері (1 200 000 доларів США), бюджет спецефектів фільму був значно зменшений.